# Raid aérien d'Aarhus
Seconde Guerre mondiale
Le raid aérien d'Aarhus a eu lieu le 31 octobre 1944, lorsque 24 Mosquito du No. 140 Wing de la Royal Air Force (RAF) de la Second Tactical Air Force ont bombardé le quartier général de la Gestapo à l'université d'Aarhus. Après la Seconde Guerre mondiale, la RAF qualifia la mission comme la plus réussie de ce genre pendant la guerre.

## Bombardement
La force d'attaque entre dans le Jutland autour de la ville côtière de Henne vers 11 h 20 et les Allemands sont alertés à 11 h 36. Comme prévu, le 315e Escadron se sépare autour de Grove et la 140e Escadre poursuit sa route vers Skanderborg. À 11 h 38, la première vague atteint le point de rendez-vous au lac Skanderborg, suivie peu après par les trois autres vagues. Alors que les autres vagues tournent autour du lac en attendant leur tour, la première vague se détache et atteint Aarhus en trois minutes environ. Les équipages ont repéré les dortoirs avec les bureaux de la Gestapo et ont largué 4 tonnes longues (4,1 t) de bombes. À 11 h 41, les premières bombes explosent et, quatre minutes plus tard, elles sont suivies par la deuxième vague, puis la troisième et la quatrième, qui attaquent avec des incendiaires. Les dernières vagues sont attaquées par les équipes de DCA du croiseur léger allemand Nürnberg, présent dans le port d'Aarhus, et un Mosquito de la quatrième vague est gravement endommagé. Au lieu de retourner à la base, un autre Mosquito l'escorte à travers le Kattegat, où il continue seul vers la Suède, atterrit sans encombre et est détruit par l'équipage avant d'être appréhendé par les autorités suédoises. Les autres appareils quittent l'espace aérien danois dans leurs vagues respectives entre 12 h 16 et 12 h 34 ; environ deux heures plus tard, ils atterrissent sans encombre en Angleterre. 

### Lectures complémentaires
- Jørgen Sevaldsen, Bo Bjørke et Claus Bjørn, Britain and Denmark: Political, Economic and Cultural Relations in the 19th and 20th Centuries, Museum Tusculanum Press, 2003 (ISBN 978-87-7289-750-9, lire en ligne)